# Aeroportul Ørland
Aeroportul Ørland (IATA: OLA, ICAO: ENOL) este un aeroport din Brekstad, Comuna Ørland, Trøndelag, Norvegia ce deservește zona Comuna Ørland. Aeroportul a fost tranzitat în decembrie 2018 de 1.379 de pasageri. A fost numit după zona deservită.
Situat la o altitudine de 9 m, aeroportul dispune de 1 pistă. Este operat de Comuna Ørland.

## Infrastructură

### Piste
Aeroportul dispune de o singură pistă. Pista 15/33 are suprafața de asfalt și dimensiunile 2.714 m × 50 m. 